# Station Budziwojów
Station Budziwojów is een gesloten spoorwegstation in de Poolse plaats Budziwojów.